# سنترویل (آلاباما)
سنترویل (به انگلیسی: Centreville) شهری در شهرستان بیب ایالت آلاباما است که مساحت آن ۲۴٫۸۶ کیلومتر مربع است و در سرشماری سال ۲۰۱۰ میلادی، ۲٬۷۷۸ نفر جمعیت داشته و تراکم جمعیتی آن، ۱۱۱٫۷۵ نفر در هر کیلومتر مربع بوده است.